# Mystici Corporis Christi
Mystici Corporis Christi (29 de junio de 1943) es una encíclica papal emitida por el papa Pío XII durante la Segunda Guerra Mundial, sobre la Iglesia como Cuerpo Místico de Cristo. Es una de las encíclicas más importantes de dicho papa, no solo porque su concepto de Iglesia se ha incluido totalmente en la Lumen Gentium sino también porque fue muy debatida durante y después del Concilio Vaticano II. La Iglesia es llamada cuerpo porque es un ente vivo, de Cristo, porque Cristo es su Cabeza y Fundador, y se llama místico, porque no es ni puramente físico, ni una unidad puramente espiritual, sino sobrenatural.

## El nuevo rol de los laicos
La encíclica enseña, que mientras los laicos animan la sociedad humana, los sucesores de los apóstoles (los obispos) deben ser responsables en materia de religión y la moral. Hasta esta encíclica de Pío XII, la Iglesia era considerada como societas perfecta, una sociedad perfecta, que consiste principalmente del Papa, los obispos, el clero y los religiosos. Mystici Corporis incluye a los laicos como elementos igualmente importantes del cuerpo de Cristo. Los fieles están unidos a Cristo en la Iglesia. Cristo ama y vive en ellos. Cristo está vivo a través del Espíritu Santo. La unificación de Cristo se lleva a cabo en la Sagrada Eucaristía.
Dentro de la Iglesia, no existe un elemento activo y pasivo, el liderazgo y los laicos. Todos los miembros de la Iglesia están llamados a trabajar en la perfección del cuerpo de Cristo.... Los fieles laicos están en la primera línea de la vida eclesial, para ellos la Iglesia es el principio vital de la sociedad humana. Por lo tanto, en particular, debería haber una conciencia cada vez más clara, no sólo de pertenecer a la Iglesia, sino de ser la Iglesia, es decir, la comunidad de los fieles en la tierra, bajo el liderazgo del Papa, el Jefe común, y de los obispos en comunión con él. Ellos son la Iglesia.

## Errores y condenas

### La exclusión sobre la base de raza o nacionalidad
Tenemos que, en primer lugar imitar la anchura del amor de Cristo. Para la Iglesia, la Esposa de Cristo, es una, y sin embargo tan grande es el amor del esposo divino que abarca en su esposa todo el género humano sin excepción. Nuestro Salvador derramó su sangre precisamente para que se pudiera reconciliar a los hombres y a Dios a través de la Cruz, y no se puede afectar su capacidad para unirnos en un solo cuerpo, por mucho que difiramos en la nacionalidad y la raza. El verdadero amor de la Iglesia, por lo tanto, requiere no sólo un amor mutuo y solícito para otros como miembros de la Iglesia, sino que también debemos reconocer en los demás hombres, a pesar de que aún no están unidos a nosotros en el cuerpo de la Iglesia, a nuestros hermanos en Cristo según la carne, llamados, junto con nosotros, para la misma salvación eterna.

Hay quienes exaltan la enemistad, el odio y el rencor como si se mejorara la dignidad y el valor del hombre. Nosotros, sin embargo, al mismo tiempo vemos con tristeza las desastrosas consecuencias de esta enseñanza, debemos seguir a nuestro rey pacífico que nos enseñó a amar no sólo a quienes son de una nación o raza diferentes, sino también a los enemigos.

### Asesinar a las personas con discapacidad
Consciente de las obligaciones de nuestros altos cargos consideramos que es necesario reiterar esta afirmación grave hoy, cuando a nuestro profundo dolor vemos a veces la deformación, que sufren los enfermos mentales, y los de enfermedad hereditaria privados de su vida, como si se tratara de una carga inútil para la sociedad, y este procedimiento es considerado por algunos como una manifestación del progreso humano, y como algo que está totalmente de acuerdo con el bien común. Sin embargo, ¿quién está en posesión de la sana crítica que no reconoce que esto no sólo viola el derecho natural y la ley divina escrita en el corazón de cada hombre?

### Conversiones forzadas
El papa Pío XII condenó las conversiones forzadas en términos fuertes. A esto se habían opuesto los Papas anteriores, como León XIII, y se encuentran como violación del Derecho Canónico vigente. Las conversiones para los miembros de la Iglesia deben ser voluntarias. En cuanto a conversión "Somos conscientes de que esto se debe hacer con la propia voluntad, porque nadie cree a menos que quiera creer". De ahí que ciertamente no son verdaderos cristianos, que en contra de sus creencias se ven obligados a entrar en una iglesia, a acercarse al altar y al recibir los sacramentos, porque "la fe sin la cual es imposible agradar a Dios" es una completamente libre "sumisión de la inteligencia y la voluntad".
Por lo tanto, cada vez que ocurre, a pesar de la constante enseñanza de la Sede Apostólica, que alguien está obligado a abrazar la fe católica contra su voluntad, nuestro sentido del deber exige condenar el acto.

## Aspectos destacados de la encíclica
Nuestro propósito es mostrar la belleza de la Iglesia en su plena luz, la nobleza de los fieles, que en el cuerpo de Cristo están unidos con la cabeza.
No somos ignorantes del hecho de que su verdad profunda -de nuestra unión con el divino Redentor y, en particular, de la morada del Espíritu Santo en nuestras almas- está envuelta en la oscuridad por un velo que impide nuestra capacidad de entender y explicar, por la naturaleza oculta de la doctrina misma, y de las limitaciones de nuestra mente humana.
Cristo no quiso excluir a los pecadores de su Iglesia, por lo que si algunos de sus miembros están sufriendo de enfermedades espirituales, no tenemos por qué disminuir nuestro amor a la Iglesia, sino más bien es una razón por la cual debemos aumentar nuestra devoción a sus miembros.

A veces, aparece en la Iglesia algo que indica la debilidad de nuestra naturaleza humana, esto no debe ser atribuido a su constitución jurídica, sino más bien a la lamentable inclinación al mal que se encuentra en cada individuo, que su Divino Fundador permite aun en ocasiones en los más altos miembros de su Cuerpo Místico, con el propósito de probar la virtud de los pastores, nada menos que de los rebaños, y que todos puedan aumentar el mérito de su fe cristiana.